# Pravoslavný patriarchát antiochijský

Erb patriarchátu

Pravoslavný patriarchát antiochijský je součástí společenství pravoslavných církví, uznaný patriarchou Konstantinopole s titulem "první mezi rovnými" (primus inter pares). Je to: Řecký ortodoxní patriarcha Antiochie a celého Východu. Patriarchát patří mezi pět starobylých patriarchátů (pentarchie).

## Historie

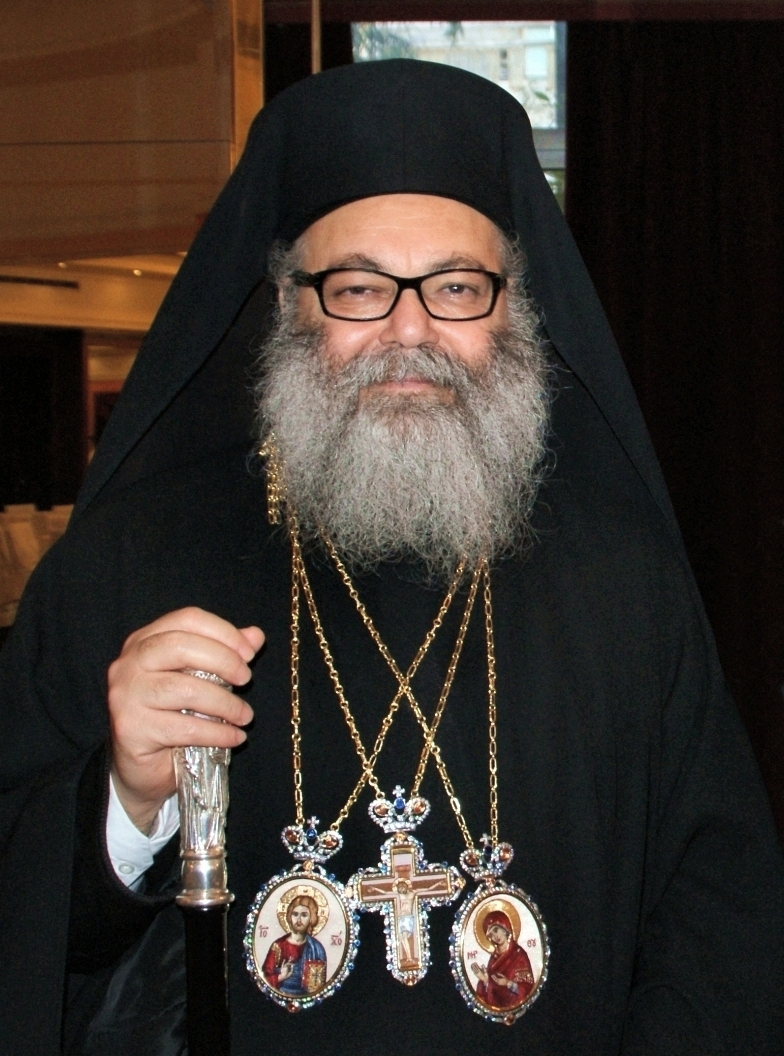
Současný patriarcha Jan X.

Počátky patriarchátu sahají do apoštolské doby. Ze Skutků apoštolů víme, že apoštolové Pavel a Barnabáš působili v Antiochii (okolo roku 42) a tak bylo mnoho Židů a Řeků pokřtěno (ze stejné knihy se můžeme dočíst, že následovníci Ježíše Krista se nazývají křesťané). První biskupem církve se stal apoštol sv. Petr, který poté okolo roku 53 vysvětil Evodia, který se stal jeho nástupcem. Apoštol Petr byl nazýván patriarchou, protože kázal evangelium především Židům. Na Chalkedonském koncilu (451) byla církev ustanovena patriarchátem. Tento 4.ekumenický koncil též udělil všem tehdejším 5 patriarchátům (vedle Antiochie též : Řím, Konstantinopol - dnes Istanbul, Jeruzalém a egyptská Alexandrie) tituly papežů. Dodnes (27.3.2019) papežský titul používá Svatý stolec v Římě a jak Koptský, tak i Pravoslavný patriarchát v Alexandrii (Egypt) .
Antiochijský patriarchát byl jedním z pěti křesťanských patriarchátů (tvořil tzv. pentarchii) ustanovených Chalkedonským koncilem. V pozdějších dobách bylo vytvořeno několik dalších patriarchátů Antiochie lišící se například ritem a příslušností.
Antiochie byla jedním z největších teologických center Byzantské říše. Po invazi mamlúckého sultána Bajbarse došlo k celkovému zničení města a sídlo patriarchátu se později, ve 14. stol. přesunulo do Damašku. Patriarchát byl značně oslaben po roce 1724 (unie potvrzena Římem 1729), kdy po rozkolu vznikla Melchitská řeckokatolická církev a mnoho věřících do ní přestoupilo. Velká většina věřících byli už dávno Arabové nebo arabizovaní. V roce 1898 byl sesazen poslední řecký patriarcha a jeho arabský nástupce byl zvolen v roce 1899. Patriarchát tak získal plně arabský charakter. Silné hnutí obnovy, zahrnující zvláště pravoslavnou mládež, probíhalo od roku 1940.

## Věřící
Patriarchát má nyní (2022) asi 750 000 věřících. 

## Patriarcha
Patriarchou je Jan X. (Yazigi), nar.1955, zvolený 2012.

## Organizační členění
Patriarchát zahrnuje 1 patriarchální sídlo a 21 archeparchií.
- Archeparchie Austrálie, Nový Zéland a Filipíny
- Archeparchie Německo a Střední Evropa
- Archeparchie Bosra, Horan a Jabal al-Arab (Sýrie)
- Archeparchie Bagdád, Kuvajt a závislé (Irák, Kuvajt)
- Archeparchie Buenos Aires a celé Argentiny
- Archeparchie Bejrút a závislé (Libanon)
- Archeparchie Byblos, Batrun a závislé (Libanon)
- Archeparchie Britské ostrovy a Irsko
- Archeparchie Aleppo, Alexandretta a závislé (Sýrie)
- Archeparchie Hamá a závislé (Sýrie)
- Archeparchie Homs a závislé (Sýrie)
- Archeparchie Zahlé, Baalbek a závislé (Libanon)
- Archeparchie Akkar a závislé
- Archeparchie Santiago a celé Chile
- Archeparchie Francie, Západní a Jižní Evropy
- Archeparchie São Paulo a celé Brazílie
- Archeparchie Týros, Sidón a závislé (Libanon)
- Archeparchie Tripolis, Al-Koura a závislé (Libanon)
- Archeparchie Mexiko, Venezuela, Střední Amerika a Ostrovy Karibského moře
- Archeparchie Lázikíja a závislé (Sýrie)
- Archeparchie New York a celé Severní Ameriky
  - Antiochijský pravoslavný vikariát západního obřadu